# Grand Prix Brazílie 2000
XXIX Grande Premio Marlboro do Brasil
- 26. březen 2000
- Okruh Interlagos
- 71 kol x 4,309 km = 305,939 km
- 648. Grand Prix
- 37. vítězství Michaela Schumachera
- 127. vítězství pro Ferrari

## Výsledky
| Pozice | Jezdec                | Vůz             | Čas         |
| ------ | --------------------- | --------------- | ----------- |
| 1      | Michael Schumacher    | Ferrari F1-2000 | 1:31'35.271 |
| Ds     | David Coulthard       | McLaren MP4/15  | á 0:04:302  |
| 2      | Giancarlo Fisichella  | Benetton B200   | á 0:39:898  |
| 3      | Heinz-Harald Frentzen | Jordan EJ10     | á 0:42:258  |
| 4      | Jarno Trulli          | Jordan EJ10     | á 1:12:780  |
| 5      | Ralf Schumacher       | Williams FW22   | á 1 kolo    |
| 6      | Jenson Button         | Williams FW22   | á 1 kolo    |
| 7      | Jos Verstappen        | Arrows A21      | á 1 kolo    |
| 8      | Pedro de la Rosa      | Arrows A21      | á 1 kolo    |
| 9      | Ricardo Zonta         | BAR 002         | á 2 kola    |
| 10     | Gaston Mazzacane      | Minardi M02     | á 2 kola    |
| Kolo   | Odstoupili            | -               | -           |
| 51     | Johnny Herbert        | Jaguar R1       | Převodovka  |
| 31     | Marc Gene             | Minardi M02     | Motor       |
| 30     | Mika Häkkinen         | McLaren MP4/15  | Tlak oleje  |
| 27     | Rubens Barrichello    | Ferrari F1-2000 | Hydraulika  |
| 20     | Eddie Irvine          | Jaguar R1       | Vyjetí      |
| 16     | Jacques Villeneuve    | BAR 002         | Převodovka  |
| 11     | Jean Alesi            | Prost AP03      | Elektrika   |
| 9      | Nick Heidfeld         | Prost AP03      | Motor       |
| 6      | Alexander Wurz        | Benetton B200   | Motor       |
| -      | Nestartovali          | -               | -           |
|        | Mika Salo             | Sauber C19      |             |
|        | Pedro Diniz           | Sauber C19      |             |

### Nejrychlejší kolo
- Michael SCHUMACHER Ferrari 	1'14755 - 207.510 km/h

### Vedení v závodě
- 1 kolo Mika Häkkinen
- 2-20 kolo Michael Schumacher
- 21-22 kolo Rubens Barrichello
- 23-29 kolo Mika Häkkinen
- 30-71 kolo Michael Schumacher

### Postavení na startu
- Modře – startoval z boxu
- Červeně - nestartoval

| 1. řada  | 2                  | 1                     |
|          | David Coulthard    | Mika Häkkinen         |
|          | McLaren            | McLaren               |
|          | 1'14.285           | 1'14.111              |
| 2. řada  | 4                  | 3                     |
|          | Rubens Barrichello | Michael Schumacher    |
|          | Ferrari            | Ferrari               |
|          | 1'14.636           | 1'14.508              |
| 3. řada  | 6                  | 5                     |
|          | Eddie Irvine       | Giancarlo Fisichella  |
|          | Jaguar             | Benetton              |
|          | 1'15.425           | 1'15.375              |
| 4. řada  | 8                  | 7                     |
|          | Ricardo Zonta      | Heinz-Harald Frentzen |
|          | BAR                | Jordan                |
|          | 1'15.484           | 1'15.455              |
| 5. řada  | 10                 | 9                     |
|          | Jacques Villeneuve | Jenson Button         |
|          | BAR                | Williams              |
|          | 1'15.515           | 1'15.490              |
| 6. řada  | 12                 | 11                    |
|          | Jarno Trulli       | Ralf Schumacher       |
|          | Jordan             | Williams              |
|          | 1'15.627           | 1'15.561              |
| 7. řada  | 14                 | 13                    |
|          | Jos Verstappen     | Alexander Wurz        |
|          | Arrows             | Benetton              |
|          | 1'15.704           | 1'15.664              |
| 8. řada  | 16                 | 15                    |
|          | Pedro de la Rosa   | Jean Alesi            |
|          | Arrows             | Prost                 |
|          | 1'16.002           | 1'15.715              |
| 9. řada  | 18                 | 17                    |
|          | Marc Gené          | Johnny Herbert        |
|          | Minardi            | Jaguar                |
|          | 1'16.380           | 1'16.250              |
| 10. řada | 20                 | 19                    |
|          | Pedro Diniz        | Nick Heidfeld         |
|          | Sauber             | Prost                 |
|          | 1'17.178           | 1'17.112              |
| 11. řada | 22                 | 21                    |
|          | Mika Salo          | Gaston Mazzacane      |
|          | Sauber             | Minardi               |
|          | 1'18.703           | 1'17.512              |
| -------- | ------------------ | --------------------- |

- 107 % = 1'19"299

### Zajímavosti
- Heinz-Harald Frentzen jel svou 100GP
- Motor Peugeot absolvoval 200 GP

| Pole position  | Vítězství          | Nej. kolo          |
| Finsko         | Německo            | Německo            |
| Mika Häkkinen  | Michael Schumacher | Michael Schumacher |
| McLaren MP4/15 | Ferrari F1-2000    | Ferrari F1-2000    |
| 1'14.111       | 1:31'35.271        | 1'14.755           |
| 209.313 km/h   | 200.423 km/h       | 207.510 km/h       |
| -------------- | ------------------ | ------------------ |

### Stav MS
- Zelená - vzestup
- Červená - pokles

| * | Jezdec                | Body |
| - | --------------------- | ---- |
| 1 | Michael Schumacher    | 20   |
| 2 | Giancarlo Fisichella  | 8    |
| 3 | Rubens Barrichello    | 6    |
| 4 | Ralf Schumacher       | 6    |
| 5 | Heinz-Harald Frentzen | 4    |
| 6 | Jacques Villeneuve    | 3    |
| 7 | Jarno Trulli          | 3    |
| 8 | Ricardo Zonta         | 1    |
| 9 | Jenson Button         | 1    |

| * | Vůz      | Body |
| - | -------- | ---- |
| 1 | Ferrari  | 26   |
| 2 | Benetton | 8    |
| 3 | Jordan   | 7    |
| 4 | Williams | 7    |
| 5 | BAR      | 4    |

| * | Jezdec         | Body |
| - | -------------- | ---- |
| 1 | Německo        | 30   |
| 2 | Itálie         | 11   |
| 3 | Brazílie       | 7    |
| 4 | Kanada         | 3    |
| 5 | Velká Británie | 1    |